# بلابر
بلابر (به فرانسوی: Bélâbre) یک کمون در فرانسه است که در اندر واقع شده‌است. بلابر ۴۰٫۱۴ کیلومتر مربع مساحت و ۹۹۹ نفر جمعیت دارد و ۱۰۷ متر بالاتر از سطح دریا واقع شده‌است.